# Sas Rigais
Sas Rigais je vrchol ve skupině Odle (česky Jehly) v severozápadních Dolomitech v Itálii. Údolí Val di Funes se zubatým hřebenem Odle (německy Geisler) je jedním z nejznámějších „kalendářových“ motivů Dolomit. Sas Rigais jako nejvyšší a nejmohutnější štít spolu se sousední Furchettou tvoří populární a často navštěvovaný horský cíl této části pohoří.

## Výstup
Sas Rigais nabízí jako jedna z mála třítisícovek Dolomit úplný přechod vrcholu z jedné strany na druhou. Obě stezky jsou zajištěnými cestami, přičemž pro výstup se hodí více východní cesta, která je nejtěžší.
Popis přechodu
Výchozí bod je zimní středisko Col Raiser. Dále pokračuje cesta na sever až na vysokohorské louky na Cisles. Po loukách se stezka vine až k úpatí Sass Rigais. Do štěrbiny Salieres vystoupá divokým a kamenitým kuloárem až k hřebenu, který spojuje Sas Rigais s Furchettou. Odsud vede stezka (Villnösersteig - obtížnost B/C) již podél zajištění lanem (snadné) a pokračuje úhlopříčně přes sérii žlebů a ostrohů až k mírnější části, odkud je to jen pár minut na vrchol. Na vrcholu je kříž. Sestupujeme náročnější cestou Sas Rigais steig (obtížnost C) po jižní hraně, která je hodně strmá, ale zajištěná. Pak šikmo doprava a po jihozápadním úbočí, které je zprvu velmi prudké. Překračujeme několik nezajištěných lávek. Na rozcestí k Sas de Mesdi se dáme doleva a sestupujeme přímo do žlebu zajištěného lanem a kramlemi. Dále do soutěsky kónicky zavalené sutí až na příjemnou cestu do Pian Cianter, kde se napojíme na výstupovou stezku.

## Turismus v oblasti
Údolí Val Gardena patří mezi nejznámější oblasti v Dolomitech především pro své podmínky pro lyžaře. Právě odsud startuje věhlasný houpačkový přejezd po Sella Ronda, který má skutečný zvuk ve světě sjezdového lyžování. I v létě se zde nabízí mnoho možností turistiky. Od jednoduchých vycházek po náročné vysokohorské túry a horolezecké výstupy až po cykloturistiku.